# Oecetis dvichakha
Oecetis dvichakha is een schietmot uit de familie Leptoceridae. De soort komt voor in het Oriëntaals gebied.